# Lista das pessoas mais velhas por país
Esta é uma lista de pessoas mais velhas por país e em territórios selecionados. Inclui o(s) indivíduo(s) para cada país ou território dado que se reportou ter tido o tempo de vida mais longo. Esses registros só podem ser determinados na medida em que os registros do país são confiáveis. O registro abrangente do nascimento é em grande parte um fenômeno do século XX, de modo que os registros que estabelecem a longevidade humana são necessariamente fragmentários. Os primeiros sistemas abrangentes de manutenção de registros surgiram na Europa. Por exemplo, o Reino Unido organizou um sistema central de manutenção de registros para Inglaterra e País de Gales em 1837, tornando-o obrigatório em 1874.
A lista das pessoas mais velhas é fortemente distorcida em relação às nações desenvolvidas. Isto não é necessariamente simplesmente devido a melhores chances de sobrevivência. Além disso, a proporção da população mundial das nações desenvolvidas atualmente era muito maior há mais de um século do que hoje; A tabela das nações abaixo representa menos de 20% da população global atual, a população de descendentes europeus por si só constituiu cerca de 36% da população mundial em 1900. Do mesmo modo, o Japão continua a diminuir nas classificações da população mundial.

## Lista das pessoas mais velhas por país
Esta lista é composta por indivíduos mais velhos que nasceram, vivem ou morreram em cada país. Onde é conhecido, os registros para homens e mulheres são notados, assim como os que nasceram em um país que emigraram para outro. Múltiplas entradas para um determinado país e sexo indicam que a pessoa mais velha é disputada.
| País                  | Nome                                                             | Sexo                | Data de nascimento      | Data da morte           | Idade                 |
| --------------------- | ---------------------------------------------------------------- | ------------------- | ----------------------- | ----------------------- | --------------------- |
| África do Sul         | Johanna Booysen                                                  | F                   | 17 de janeiro de 1857   | 16 de junho de 1968     | 111 anos e 151 dias   |
| África do Sul         | Jan Duminy                                                       | M                   | 13 de novembro de 1904  | 11 de agosto de 2014    | 109 anos e 271 dias   |
| Alemanha              | Augusta Holtz (nasceu na Polônia, morreu nos Estados Unidos)     | F                   | 3 de agosto de 1871     | 21 de outubro de 1986   | 115 anos e 79 dias    |
| Alemanha              | Charlotte Benkner (morreu nos Estados Unidos)                    | F                   | 16 de novembro de 1889  | 14 de maio de 2004      | 114 anos e 180 dias   |
| Alemanha              | Maria Laqua                                                      | F                   | 12 de fevereiro de 1889 | 9 de fevereiro de 2002  | 112 anos e 362 dias   |
| Alemanha              | Hermann Dörnemann                                                | M                   | 27 de maio de 1893      | 2 de março de 2005      | 111 anos e 279 dias   |
| Argélia               | Anne Primout (morreu na França)                                  | F                   | 5 de outubro de 1890    | 26 de março de 2005     | 114 anos e 172 dias   |
| Argélia               | Émile Fourcade (morreu na França)                                | M                   | 29 de julho de 1884     | 29 de dezembro de 1995  | 111 anos e 153 dias   |
| Argentina             | Virginia Secundina Moyano                                        | F                   | 17 de maio de 1904      | 20 de junho de 2017     | 113 anos e 34 dias    |
| Austrália             | Christina Cock                                                   | F                   | 25 de dezembro de 1887  | 22 de maio de 2002      | 114 anos e 148 dias   |
| Austrália             | Jack Lockett                                                     | M                   | 22 de janeiro de 1891   | 25 de maio de 2002      | 111 anos e 123 dias   |
| Áustria               | Ilse Weiszfeld (morreu na França)                                | F                   | 16 de outubro de 1904   | 22 de abril de 2017     | 112 anos e 188 dias   |
| Áustria               | Maria Mika (nascida na República Checa)                          | F                   | 23 de maio de 1882      | 17 de novembro de 1994  | 112 anos e 178 dias   |
| Áustria               | Hermine Nistler                                                  | F                   | 24 de dezembro de 1900  | 13 de fevereiro de 2012 | 111 anos e 51 dias    |
| Áustria               | Leopold Vietoris                                                 | M                   | 4 de junho de 1891      | 9 de abril de 2002      | 110 anos e 309 dias   |
| Barbados              | James Sisnett                                                    | M                   | 22 de fevereiro de 1900 | 23 de maio de 2013      | 113 anos e 90 dias    |
| Barbados              | Henrietta Bruce (morreu nos Estados Unidos)                      | F                   | 18 de julho de 1891     | 21 de julho de 2001     | 110 anos e 3 dias     |
| Bélgica               | Joanna Turcksin-Deroover                                         | F                   | 3 de junho de 1890      | 6 de dezembro de 2002   | 112 anos e 186 dias   |
| Bélgica               | Jan Machiel Reyskens (morreu nos Países Baixos)                  | M                   | 11 de maio de 1878      | 7 de janeiro de 1990    | 111 anos e 241 dias   |
| Bélgica               | Jan Goossenaerts                                                 | M                   | 30 de outubro de 1900   | 21 março 2012           | 111 anos e 143 dias   |
| Bielorrússia          | Mollye Marcus (morreu nos Estados Unidos)                        | F                   | 18 de outubro de 1899   | 18 de fevereiro de 2011 | 111 anos e 123 dias   |
| Brasil                | Maria Gomes Valentim                                             | F                   | 9 de julho de 1896      | 21 de junho de 2011     | 114 anos e 347 dias   |
| Brasil                | Waldemar Levy Cardoso                                            | M                   | 4 de dezembro de 1900   | 13 de maio de 2009      | 108 anos e 160 dias   |
| Cabo Verde            | Adelina Domingues (morreu nos Estados Unidos)                    | F                   | 19 de fevereiro de 1888 | 21 de agosto de 2002    | 114 anos e 183 dias   |
| Canadá                | Marie-Louise Meilleur                                            | F                   | 29 de agosto de 1880    | 16 de abril de 1998     | 117 anos e 230 dias   |
| Canadá                | James McCoubrey (morreu nos Estados Unidos)                      | M                   | 13 de setembro de 1901  | 5 de julho de 2013      | 111 anos e 295 dias   |
| Canadá                | George Frederick Ives (nascido no Reino Unido)                   | M                   | 17 de novembro de 1881  | 12 de abril de 1993     | 111 anos e 146 dias   |
| Canadá                | Chester Pushie                                                   | M                   | 24 de junho de 1884     | 22 de julho de 1994     | 110 anos e 28 dias    |
| Colômbia              | Ana Sara Márquez de Ramírez                                      | F                   | 25 de julho de 1904     | 27 de agosto de 2016    | 112 anos e 33 dias    |
| Colômbia              | Daniel Guzmán-García                                             | M                   | 6 de fevereiro de 1897  | 21 de maio de 2008      | 111 anos e 105 dias   |
| Croácia               | Hermina Dunz (morreu na Áustria)                                 | F                   | 24 de fevereiro de 1898 | 14 de junho de 2008     | 110 anos e 111 dias   |
| Dinamarca             | Christian Mortensen (morreu Estados Unidos)                      | M                   | 16 de agosto de 1882    | 25 de abril de 1998     | 115 anos e 252 dias   |
| Dinamarca             | Ellen Adelaide Brandenborg                                       | F                   | 7 de janeiro de 1906    | 22 de julho de 2017     | 111 anos e 196 dias   |
| Dinamarca             | Georg Ingwersen Jensen                                           | M                   | 14 de junho de 1906     | 15 de maio de 2016      | 109 anos e 336 dias   |
| Equador               | María Capovilla                                                  | F                   | 14 de setembro de 1889  | 27 de agosto de 2006    | 116 anos e 347 dias   |
| Eslováquia            | Maria Brandes (morreu na Alemanha)                               | F                   | 11 de agosto de 1902    | 6 de fevereiro de 2013  | 110 anos e 179 dias   |
| Eslováquia            | Hedviga Sekerášová                                               | F                   | 26 de outubro de 1902   | 23 de junho de 2011     | 108 anos e 241 dias   |
| Eslováquia            | Martin Kahún (morreu na República Checa)                         | M                   | 19 de setembro de 1909  | 26 de junho de 2016     | 106 anos e 281 dias   |
| Eslováquia            | Štefan Novotný                                                   | M                   | 20 de dezembro de 1904  | 23 de maio de 2011      | 106 anos e 210 dias   |
| Eslovênia             | Katarina Marinič                                                 | F                   | 30 de outubro de 1899   | 2 de setembro de 2010   | 110 anos e 307 dias   |
| Eslovênia             | Niko Dragoš                                                      | M                   | 27 de agosto de 1907    | 31 de março de 2018     | 110 anos e 216 dias   |
| Espanha               | Ana María Vela Rubio                                             | F                   | 29 de outubro de 1901   | 15 de dezembro de 2017  | 116 anos e 47 dias    |
| Espanha               | Joan Riudavets                                                   | M                   | 15 de dezembro de 1889  | 5 de março de 2004      | 114 anos e 81 dias    |
| Estados Unidos        | Sarah Knauss                                                     | F                   | 24 de setembro de 1880  | 30 de dezembro de 1999  | 119 anos e 97 dias    |
| Estados Unidos        | Christian Mortensen (nascido na Dinamarca)                       | M                   | 16 de agosto de 1882    | 25 de abril de 1998     | 115 anos e 252 dias   |
| Estados Unidos        | Mathew Beard                                                     | M                   | 9 de julho de 1870      | 16 de fevereiro de 1985 | 114 anos e 222 dias   |
| Estónia               | Marta Kallas (morreu na Austrália)                               | F                   | 26 de dezembro de 1904  | 31 de maio de 2014      | 109 anos e 155 dias   |
| Estónia               | {Elle Mälberg                                                    | F                   | 10 de abril de 1907     | 16 de dezembro de 2015  | 108 anos e 250 dias   |
| Estónia               | Arved Tamm                                                       | M                   | 31 de janeiro de 1910   | 14 de novembro de 2017  | 107 anos e 287 dias   |
| Finlândia             | Maria Rothovius                                                  | F                   | 2 de outubro de 1887    | 17 de junho de 2000     | 112 anos e 259 dias   |
| Finlândia             | Aarne Arvonen                                                    | M                   | 4 de agosto de 1897     | 1 de janeiro de 2009    | 111 anos e 150 dias   |
| França                | Jeanne Calment                                                   | F                   | 21 de fevereiro de 1875 | 4 de agosto de 1997     | 122 anos e 164 dias   |
| França                | Maurice Floquet                                                  | M                   | 25 de dezembro de 1894  | 10 de novembro de 2006  | 111 anos e 320 dias   |
| Grécia                | Gregory Pandazes (morreu nos Estados Unidos)                     | M                   | 15 de janeiro de 1873   | 22 de dezembro de 1983  | 110 anos e 341 dias   |
| Grécia                | Ioanna Lambropoulos (morreu nos Estados Unidos)                  | F                   | 8 de maio de 1884       | 2 de junho de 1994      | 110 anos e 25 dias    |
| Hungria               | Elizabeth Stefan (morreu nos Estados Unidos)                     | F                   | 13 de maio de 1895      | 9 de abril de 2008      | 112 anos e 332 dias   |
| Hungria               | Margit Dezsone Kovacs                                            | F                   | 25 de setembro de 1906  | Pessoa viva             | 118 anos e 176 dias   |
| Hungria               | Zoltan Sarosy (morreu no Canadá)                                 | M                   | 23 de agosto de 1906    | 19 de junho de 2017     | 110 anos e 300 dias   |
| Hungria               | Rezső Gallai                                                     | M                   | 29 de janeiro de 1904   | 25 de setembro de 2014  | 110 anos e 239 dias   |
| Índia                 | Lucy d'Abreu (morreu no Reino Unido)                             | F                   | 24 de maio de 1892      | 7 de dezembro de 2005   | 113 anos e 197 dias   |
| Irlanda               | Kathleen Snavely (morreu nos Estados Unidos)                     | F                   | 16 de fevereiro de 1902 | 6 de julho de 2015      | 113 anos e 140 dias   |
| Irlanda               | Katherine Plunket                                                | F                   | 20 de novembro de 1820  | 14 de outubro de 1932   | 111 anos e 327 dias   |
| Irlanda               | James Hanlon (morreu nos Estados Unidos)                         | M                   | 17 de outubro de 1891   | 27 de fevereiro de 2001 | 109 anos e 133 dias   |
| Irlanda               | Luke Dolan                                                       | M                   | 4 de junho de 1906      | 9 de novembro de 2014   | 108 anos e 158 dias   |
| Islândia              | Guðrún Björnsdóttir (morreu no Canadá)                           | F                   | 20 de outubro de 1888   | 26 de agosto de 1998    | 109 anos e 310 dias   |
| Islândia              | Sólveig Pálsdóttir                                               | F                   | 20 de agosto de 1897    | 28 de outubro de 2006   | 109 anos e 69 dias    |
| Islândia              | Georg Ólafsson                                                   | M                   | 26 de março de 1909     | 22 de fevereiro de 2017 | 107 anos e 333 dias   |
| Israel                | Yisrael Kristal (nascido na Polônia)                             | M                   | 15 de setembro de 1903  | 11 de agosto de 2017    | 113 anos e 330 dias   |
| Israel                | Maria Pogonowska (nascida na Polônia)                            | F                   | 30 de outubro de 1897   | 15 de julho de 2009     | 111 anos e 258 dias   |
| Itália                | Emma Morano                                                      | F                   | 29 de novembro de 1899  | 15 de abril de 2017     | 117 anos e 137 dias   |
| Itália                | Antonio Todde                                                    | M                   | 22 de janeiro de 1889   | 3 de janeiro de 2002    | 112 anos e 346 dias   |
| Jamaica               | Violet Brown                                                     | F                   | 10 de março de 1900     | 15 de setembro de 2017  | 117 anos e 189 dias   |
| Japão                 | Nabi Tajima                                                      | F                   | 4 de agosto de 1900     | 21 de abril de 2018     | 124 anos e 228 dias   |
| Jiroemon Kimura       | M                                                                | 19 de abril de 1897 | 12 de junho de 2013     | 116 anos e 54 dias      |                       |
| Letônia               | Belle Garfinkel (morreu nos Estados Unidos)                      | F                   | 26 de abril de 1902     | 8 de março de 2013      | 110 anos e 316 dias   |
| Liechtenstein         | Eduard Alexandrowitsch von Falz-Fein (nascido na Ucrânia)        | M                   | 14 de setembro de 1912  | Pessoa viva             | 112 anos e 187 dias   |
| Liechtenstein         | Maria Rheinberger-Schädler                                       | F                   | 24 de maio de 1883      | 17 de maio de 1988      | 104 anos e 359 dias   |
| Lituânia              | Emilija Kristopaitiene                                           | F                   | 15 de outubro de 1902   | 14 de março de 2014     | 111 anos e 150 dias   |
| Luxemburgo            | Jean Ley                                                         | M                   | 10 de fevereiro de 1903 | 20 de fevereiro de 2013 | 110 anos e 10 dias    |
| Malta                 | Connie Galea                                                     | F                   | 31 de dezembro de 1890  | 1 de outubro de 2000    | 109 anos e 275 dias   |
| Marrocos              | Consuelo Moreno-López (morreu nos Estados Unidos)                | F                   | 5 de fevereiro de 1893  | 13 de novembro de 2004  | 111 anos e 282 dias   |
| México                | Dominga Velasco (morreu nos Estados Unidos)                      | F                   | 12 de maio de 1901      | 11 de outubro de 2015   | 114 anos e 152 dias   |
| México                | Ambrosia Acosta-Teran                                            | F                   | 21 de fevereiro de 1904 | 25 de agosto de 2016    | 112 anos e 186 dias   |
| Moldávia              | Goldie Steinberg (morreu nos Estados Unidos)                     | F                   | 30 de outubro de 1900   | 16 de agosto de 2015    | 114 anos e 290 dias   |
| Noruega               | Maren Bolette Torp                                               | F                   | 21 de dezembro de 1876  | 20 de fevereiro de 1989 | 112 anos e 61 dias    |
| Noruega               | Herman Smith-Johannsen                                           | M                   | 15 de junho de 1875     | 5 de janeiro de 1987    | 111 anos e 204 dias   |
| Nova Zelândia         | Florence Finch (nascida no Reino Unido)                          | F                   | 22 de dezembro de 1893  | 10 de abril de 2007     | 113 anos e 109 dias   |
| Nova Zelândia         | Maudie Wilson                                                    | F                   | 23 de março de 1903     | 24 de outubro de 2013   | 110 anos e 215 dias   |
| Países Baixos         | Hendrikje van Andel-Schipper                                     | F                   | 29 de junho de 1890     | 30 de agosto de 2005    | 115 anos e 62 dias    |
| Países Baixos         | Jan Machiel Reyskens (nascido na Bélgica)                        | M                   | 11 de maio de 1878      | 7 de janeiro de 1990    | 111 anos e 241 dias   |
| Países Baixos         | Jan Pieter Bos                                                   | M                   | 12 de julho de 1891     | 15 de dezembro de 2002  | 111 anos e 156 dias   |
| Panamá                | Bienvenida Vergara Jaen de Cano                                  | F                   | 6 de abril de 1904      | 6 de junho de 2017      | 113 anos e 61 dias    |
| Peru                  | Carlos Valenzuela Castro (morreu nos Estados Unidos)             | F                   | 24 de setembro de 1905  | c.30 de março de 2016   | 110 anos e c.187 dias |
| Peru                  | Julia Dougherty (morreu nos Estados Unidos)                      | F                   | 20 de agosto de 1893    | 4 de dezembro de 2003   | 110 anos e 106 dias   |
| Polónia               | Augusta Holtz (morreu nos Estados Unidos)                        | F                   | 3 de agosto de 1871     | 21 de outubro de 1986   | 115 anos e 79 dias    |
| Polónia               | Yisrael Kristal (morreu em Israel)                               | M                   | 15 de setembro de 1903  | 11 de agosto de 2017    | 113 anos e 330 dias   |
| Polónia               | Wanda Wierzchleyska (nascida na Ucrânia)                         | F                   | 3 de março de 1900      | 14 de janeiro de 2012   | 111 anos e 317 dias   |
| Polónia               | Aleksandra Dranka                                                | F                   | 3 de outubro de 1903    | 29 de abril de 2014     | 110 anos e 208 dias   |
| Portugal              | Maria de Jesus                                                   | F                   | 10 de setembro de 1893  | 2 de janeiro de 2009    | 115 anos e 114 dias   |
| Portugal              | Augusto Moreira de Oliveira                                      | M                   | 6 de outubro de 1896    | 13 de fevereiro de 2009 | 112 anos e 130 dias   |
| Chéquia               | Maria Mika (morreu na Áustria)                                   | F                   | 23 de maio de 1882      | 17 de novembro de 1994  | 112 anos e 178 dias   |
| Chéquia               | Marie Bernátková                                                 | F                   | 22 de outubro de 1857   | 4 de maio de 1969       | 111 anos e 194 dias   |
| Reino Unido           | Charlotte Hughes                                                 | F                   | 1 de agosto de 1877     | 17 de março de 1993     | 115 anos e 228 dias   |
| Reino Unido           | Henry Allingham                                                  | M                   | 6 de junho de 1896      | 18 de julho de 2009     | 113 anos e 42 dias    |
| Roménia               | Maria Corba (morreu na Alemanha)                                 | F                   | 15 de agosto de 1878    | 8 de março de 1989      | 110 anos e 205 dias   |
| Rússia                | Goldie Steinberg (nasceu na Moldávia, morreu nos Estados Unidos) | F                   | 30 de outubro de 1900   | 16 de agosto de 2015    | 114 anos e 290 dias   |
| Rússia                | Yisrael Kristal (nasceu na Polónia, morreu em Israel)            | M                   | 15 de setembro de 1903  | 11 de agosto de 2017    | 113 anos e 330 dias   |
| Rússia                | Rosalia Hasenkampf (morreu na Alemanha)                          | F                   | 14 de outubro de 1889   | 10 de julho de 2002     | 112 anos e 282 dias   |
| Rússia                | Andrei Kuznetsoff (morreu na Finlândia)                          | M                   | 17 de outubro de 1873   | 31 de janeiro de 1984   | 110 anos e 106 dias   |
| São Cristóvão e Neves | Rosalind Hill (morreu nos Estados Unidos)                        | F                   | 30 de março de 1899     | 18 de janeiro de 2010   | 110 anos e 294 dias   |
| Síria                 | Rose Haddad (morreu nos Estados Unidos)                          | F                   | 15 de abril de 1901     | 29 de abril de 2011     | 110 anos e 14 dias    |
| Suécia                | Astrid Zachrison                                                 | F                   | 15 de maio de 1895      | 15 de maio de 2008      | 113 anos e 0 dias     |
| Suécia                | Anders Engberg                                                   | M                   | 1 de julho de 1892      | 6 de novembro de 2003   | 111 anos e 128 dias   |
| Suíça                 | Rosa Rein (nascida na Polônia)                                   | F                   | 24 de março de 1897     | 14 de fevereiro de 2010 | 112 anos e 327 dias   |
| Suíça                 | Emma Duvoisin                                                    | F                   | 5 de julho de 1886      | 30 de setembro de 1997  | 111 anos e 87 dias    |
| Suíça                 | Pierre Gremion                                                   | M                   | 5 de março de 1902      | 13 de fevereiro de 2012 | 109 anos e 345 dias   |
| Turquia               | Mabel Maloyan (morreu nos Estados Unidos)                        | F                   | 26 de dezembro de 1881  | 15 de novembro de 1992  | 110 anos e 326 dias   |
| Ucrânia               | Goldie Michelson (morreu nos Estados Unidos)                     | F                   | 8 de agosto de 1902     | 8 de julho de 2016      | 113 anos e 335 dias   |
| Ucrânia               | Jerzy Pajączkowski-Dydyński (morreu no Reino Unido)              | M                   | 19 de julho de 1894     | 6 de dezembro de 2005   | 111 anos e 140 dias   |
| Uruguai               | Manolita Piña (nascida na Espanha)                               | F                   | 24 de fevereiro de 1883 | 11 de junho de 1994     | 111 anos e 107 dias   |

### Regiões territoriais e regiões ultramarinas
Abaixo está uma lista de pessoas mais antigas nos territórios de países selecionados.
| País           | Território               | Nome                                              | Sexo | Data de nascimento      | Data da morte           | Idade                |
| -------------- | ------------------------ | ------------------------------------------------- | ---- | ----------------------- | ----------------------- | -------------------- |
| Dinamarca      | Gronelândia              | Agnethe Fencker                                   | F    | 24 de outubro de 1910   | abril de 2013           | 102 anos e 159 dias+ |
| Dinamarca      | Gronelândia              | Christian Berthelsen (morreu na Dinamarca)        | M    | 7 de outubro de 1916    | 23 de abril de 2015     | 98 anos e 198 dias   |
| Dinamarca      | Ilhas Feroé              | Theodor Thomassen                                 | M    | 28 de outubro de 1908   | 9 de março de 2016      | 107 anos e 134 dias  |
| Dinamarca      | Ilhas Feroé              | Frederikke Maria Sigvardsen                       | F    | 2 de julho de 1875      | 23 de novembro de 1980  | 105 anos e 144 dias  |
| Espanha        | Galiza                   | Carmen Figueiro                                   | F    | 28 de outubro de 1883   | 25 de maio de 1997      | 113 anos e 209 dias  |
| Espanha        | Ilhas Baleares           | Joan Riudavets                                    | M    | 15 de dezembro de 1889  | 5 de março de 2004      | 114 anos e 81 dias   |
| Espanha        | Ilhas Canárias           | Rosalba Castro Bello                              | F    | 15 de fevereiro 1907    | 17 de julho de 2017     | 110 anos e 152 dias  |
| Estados Unidos | Alasca                   | Clara Anderson (nascida no Missouri)              | F    | 2 de julho de 1905      | Pessoa viva             | 119 anos e 261 dias  |
| Estados Unidos | Ilhas Virgens Americanas | Ursula Krigger                                    | F    | 22 de abril de 1902     | 10 de setembro de 2015  | 113 anos e 141 dias  |
| Estados Unidos | Porto Rico               | Emiliano Mercado del Toro                         | M    | 21 de agosto de 1891    | 24 de janeiro de 2007   | 115 anos e 156 dias  |
| Estados Unidos | Porto Rico               | Antonia Gerena Rivera (morreu nos Estados Unidos) | F    | 19 de maio de 1900      | 2 de junho de 2015      | 115 anos e 14 dias   |
| Estados Unidos | Porto Rico               | Ramona Trinidad Iglesias-Jordan                   | F    | 31 de agosto de 1889    | 29 de maio de 2004      | 114 anos e 272 dias  |
| Finlândia      | Ilhas Åland              | Anna Hagman                                       | F    | 27 de dezembro de 1895  | 18 de abril de 2006     | 110 anos e 112 dias  |
| França         | Guiana Francesa          | Eudoxie Baboul                                    | F    | 1 de outubro de 1901    | 1 de julho de 2016      | 114 anos e 274 dias  |
| França         | Guadalupe                | Luce Maced (morreu em Martinica)                  | F    | 2 de maio de 1886       | 25 de fevereiro de 2000 | 113 anos e 299 dias  |
| França         | Guadalupe                | Mathilde Octavie Tafna                            | F    | 16 de março de 1895     | 1 de maio de 2007       | 112 anos e 46 dias   |
| França         | Guadalupe                | Philibert Parnasse                                | M    | 6 de maio de 1901       | 24 de outubro de 2010   | 109 anos e 171 dias  |
| França         | Martinica                | Luce Maced (nascida em Guadalupe)                 | F    | 2 de maio de 1886       | 25 de fevereiro de 2000 | 113 anos e 299 dias  |
| França         | Martinica                | Irénise Moulonguet                                | F    | 6 de novembro de 1900   | 28 de maio de 2013      | 112 anos e 203 dias  |
| França         | Nova Caledônia           | Marie-Louise Lhuillier                            | F    | 26 de junho de 1895     | 28 de dezembro de 2007  | 112 anos e 185 dias  |
| França         | Reunião                  | Maria Diaz (nascida na Argélia)                   | F    | 22 de fevereiro de 1898 | 29 de outubro de 2011   | 113 anos e 249 dias  |
| França         | Reunião                  | Julia Sinédia-Cazour                              | F    | 12 de julho de 1892     | 6 de outubro de 2005    | 113 anos e 86 dias   |
| França         | Reunião                  | Théophane Rifosta                                 | M    | 6 de setembro de 1889   | 16 de junho de 1999     | 109 anos e 283 dias  |
| França         | São Bartolomeu           | Eugénie Blanchard                                 | F    | 16 de fevereiro de 1896 | 4 de novembro de 2010   | 114 anos e 261 dias  |
| Itália         | Friul-Veneza Júlia       | Maria Gravigi                                     | F    | 3 de março de 1900      | 15 de agosto de 2013    | 113 anos e 165 dias  |
| Itália         | Sardenha                 | Giuseppina Projetto-Frau (morreu na Toscana)      | F    | 30 de maio de 1902      | 6 de julho de 2018      | 122 anos e 294 dias  |
| Itália         | Sardenha                 | Antonio Todde                                     | M    | 22 de janeiro de 1889   | 3 de janeiro de 2002    | 112 anos e 346 dias  |
| Itália         | Sardenha                 | Rosa Frau                                         | F    | 12 de agosto de 1901    | 14 de fevereiro de 2013 | 111 anos e 186 dias  |
| Itália         | Sicília                  | Marietta Capizzi (morreu nos Estados Unidos)      | F    | 30 de janeiro de 1901   | 10 de novembro 2013     | 112 anos e 284 dias  |
| Itália         | Sicília                  | Arturo Licata                                     | M    | 2 de maio de 1902       | 24 de abril de 2014     | 111 anos e 357 dias  |
| Itália         | Sicília                  | Maria Santa Vincenza Butera                       | F    | 2 de dezembro de 1904   | 14 de janeiro de 2016   | 111 anos e 43 dias   |
| Itália         | Trentino-Alto Ádige      | Venere Pizzinato-Papo                             | F    | 23 de novembro de 1896  | 2 de agosto de 2011     | 114 anos e 252 dias  |
| Itália         | Vale de Aosta            | Carolina Peretti (morreu em Piemonte)             | F    | 21 de outubro de 1897   | 15 de junho de 2009     | 111 anos e 237 dias  |
| Itália         | Vale de Aosta            | Maria Berthod-Gal                                 | F    | 2 de outubro de 1900    | 7 de outubro de 2010    | 110 anos e 7 dias    |
| Japão          | Okinawa                  | Kama Chinen                                       | F    | 10 de maio de 1895      | 2 de maio de 2010       | 114 anos e 357 dias  |
| Países Baixos  | Aruba                    | Maria Samson-Leer (morreu em Curaçao)             | F    | 1 de fevereiro de 1906  | 22 de dezembro de 2015  | 109 anos e 324 dias  |
| Países Baixos  | Aruba                    | Mathilda Eulalia Cuba                             | F    | 12 de janeiro de 1905   | 24 de janeiro de 2011   | 106 anos e 12 dias   |
| Países Baixos  | Curaçau                  | Maria Samson-Leer (nascida em Aruba)              | F    | 1 de fevereiro de 1906  | 22 de dezembro de 2015  | 109 anos e 324 dias  |
| Portugal       | Açores                   | Alice Sanders (morreu nos Estados Unidos)         | F    | 12 de maio de 1897      | 7 de novembro de 2007   | 110 anos e 179 dias  |
| Reino Unido    | Guernsey                 | Margaret Ann Neve                                 | F    | 18 de maio de 1792      | 4 de abril de 1903      | 110 anos e 321 dias  |
| Reino Unido    | Ilha de Man              | Doris Watkins                                     | F    | 25 de novembro de 1902  | 11 de novembro de 2011  | 108 anos e 351 dias  |
| Reino Unido    | Ilha de Man              | John Twibell                                      | M    | 30 de março de 1904     | 14 de janeiro de 2011   | 106 anos e 290 dias  |
| Reino Unido    | Irlanda do Norte         | Annie Scott (morreu na Escócia)                   | F    | 15 de março de 1883     | 21 de abril de 1996     | 113 anos e 37 dias   |
| Reino Unido    | Irlanda do Norte         | Elizabeth Watkins                                 | F    | 10 de março de 1863     | 31 de outubro de 1973   | 110 anos e 235 dias  |
| Reino Unido    | Irlanda do Norte         | Jacob Marshall                                    | M    | 2 de fevereiro de 1904  | 2 de fevereiro de 2011  | 107 anos e 0 dias    |

## Lista das pessoas vivas mais velhas por país
Esta é uma lista das pessoas vivas mais velhas por país e lista as pessoas mais velha confirmadas para estarem vivas no último ano, ordenadas por país.

### Estados independentes
| País                 | Nome                                                      | Sexo | Data de nascimento                      | Idade em quinta-feira, 20 de março de 2025 |
| -------------------- | --------------------------------------------------------- | ---- | --------------------------------------- | ------------------------------------------ |
| África do Sul        | Johanna Adonis                                            | F    | 5 de agosto de 1907                     | 117 anos e 227 dias                        |
| Alemanha             | Gustav Gerneth                                            | M    | 15 de outubro de 1905                   | 119 anos e 156 dias                        |
| Alemanha             | Edelgard Huber von Gersdorff                              | F    | 7 de dezembro de 1905                   | 119 anos e 103 dias                        |
| Austrália            | Margaret Vivian (nascida no Reino Unido)                  | F    | 25 de fevereiro de 1906                 | 119 anos e 23 dias                         |
| Austrália            | Thelma McLeod                                             | F    | 13 de fevereiro de 1907                 | 118 anos e 35 dias                         |
| Austrália            | Dexter Kruger Vivo                                        | M    | 12 de janeiro de 1910                   | 115 anos e 67 dias                         |
| Áustria              | Anna Medwenitsch                                          | F    | 17 de março de 1907                     | 118 anos e 3 dias                          |
| Áustria              | Leopold Kriegbaum                                         | M    | 6 de março de 1911                      | 114 anos e 14 dias                         |
| Barbados             | Millicent Yearwood                                        | F    | 22 de julho 1907                        | 117 anos e 241 dias                        |
| Barbados             | Melville Williams Vivo                                    | M    | 21 de fevereiro de 1910                 | 114 anos e 364 dias                        |
| Bélgica              | Madeleine Dulier                                          | F    | 30 de abril de 1907                     | 117 anos e 324 dias                        |
| Bélgica              | Jacques Clemens (nascido nos Países Baixos)               | M    | 11 de julho de 1909                     | 115 anos e 252 dias                        |
| Bélgica              | Gustavus Leclercq                                         | M    | 2 de julho de 1911                      | 113 anos e 261 dias                        |
| Brasil               | Nora Ettori [morreu na Itália]                            | F    | 5 de abril de 1907-22 de agosto de 2018 | 110 anos 271 dias                          |
| Bielorrússia         | Barys Kit (vivendo na Alemanha)                           | M    | 6 de abril de 1910                      | 114 anos e 348 dias                        |
| Bósnia e Herzegovina | Dragoljub Galić                                           | M    | 12 de outubro de 1909                   | 115 anos e 159 dias                        |
| Bulgária             | Matena Zokova Zlatilova                                   | F    | 13 de janeiro de 1910                   | 115 anos e 66 dias                         |
| Cabo Verde           | Maria Veiga Amado                                         | F    | 9 de outubro de 1905                    | 119 anos e 162 dias                        |
| Canadá               | Ellen "Dolly" Gibb                                        | F    | 26 de abril de 1905                     | 119 anos e 328 dias                        |
| Canadá               | Bruce MacLean                                             | M    | 3 de maio de 1911                       | 113 anos e 321 dias                        |
| Chipre               | Maria Savva                                               | F    | 18 de fevereiro de 1911                 | 114 anos e 30 dias                         |
| Colômbia             | Isabel Castano Restrepo (vivendo nos Estados Unidos)      | F    | 11 de janeiro de 1906                   | 119 anos e 68 dias                         |
| Colômbia             | Inés Cecilia Marquez de Ramírez                           | F    | 2 de maio de 1909                       | 115 anos e 322 dias                        |
| Croácia              | Anđa Perić                                                | F    | 13 de outubro de 1910                   | 114 anos e 158 dias                        |
| Croácia              | Josip Kršul Vivo                                          | M    | 10 de dezembro de 1911                  | 113 anos e 100 dias                        |
| Dinamarca            | Karla Lindholm Jensen                                     | F    | 7 de maio de 1908                       | 116 anos e 317 dias                        |
| Dinamarca            | Eloff Gyldvig Rasmussen Vivo                              | M    | 15 de fevereiro de 1912                 | 113 anos e 33 dias                         |
| Equador              | Virginia Constante                                        | F    | 10 de julho 1907                        | 117 anos e 253 dias                        |
| Eslováquia           | Mária Čeremugová                                          | F    | 11 de setembro de 1909                  | 115 anos e 190 dias                        |
| Eslovênia            | Niko Dragoš                                               | M    | 27 de agosto de 1907                    | 117 anos e 205 dias                        |
| Eslovênia            | Matilda Serec                                             | F    | 22 de outubro de 1909                   | 115 anos e 149 dias                        |
| Espanha              | Magdalena Oliver Gabarró                                  | F    | 31 de outubro de 1903                   | 121 anos e 140 dias                        |
| Espanha              | Francisco Núñez Olivera                                   | M    | 13 de dezembro de 1904-29/01/18         | 120 anos e 97 dias                         |
| Estados Unidos       | Delphine Gibson                                           | F    | 17 de agosto de 1903                    | 121 anos e 215 dias                        |
| Estados Unidos       | Richard Arvin Overton                                     | M    | 11 de maio de 1906                      | 118 anos e 313 dias                        |
| Estónia              | Maria Kolk                                                | F    | 25 de novembro de 1910                  | 114 anos e 115 dias                        |
| Finlândia            | Helfrid Eriksson                                          | F    | 23 de junho de 1908                     | 116 anos e 270 dias                        |
| Finlândia            | Kalle Rahomäki                                            | M    | 27 de janeiro de 1911                   | 114 anos e 52 dias                         |
| França               | Lucile Randon                                             | F    | 11 de fevereiro de 1904                 | 121 anos e 37 dias                         |
| França               | Roger Auvin                                               | M    | 20 de março de 1908                     | 117 anos e 0 dias                          |
| Granada              | Agatha Christopher                                        | F    | 24 de maio de 1912                      | 112 anos e 300 dias                        |
| Haiti                | Duranord Veillard (vivendo nos Estados Unidos)            | M    | 28 de fevereiro de 1907                 | 118 anos e 20 dias                         |
| Hong Kong            | Henry Tseng (vivendo nos Estados Unidos)                  | M    | 12 de julho de 1907                     | 117 anos e 251 dias                        |
| Hungria              | Dezsőné Kovács                                            | F    | 25 de setembro de 1906                  | 118 anos e 176 dias                        |
| Hungria              | Antal Ribnikar                                            | M    | 27 de janeiro de 1910                   | 115 anos e 52 dias                         |
| Irlanda              | Kay Hurley (vivendo no Reino Unido)                       | F    | 6 de agosto de 1909                     | 115 anos e 226 dias                        |
| Irlanda              | Elizabeth Dempsey                                         | F    | 23 de junho de 1910                     | 114 anos e 270 dias                        |
| Islândia             | Jensína Andrésdóttir                                      | F    | 10 de novembro de 1909                  | 115 anos e 130 dias                        |
| Islândia             | Theodór Jóhannesson                                       | M    | 8 de setembro de 1913                   | 111 anos e 224 dias                        |
| Itália               | Maria Giuseppa Robucci                                    | F    | 20 de março de 1903                     | 122 anos e 294 dias                        |
| Itália               | Andrea Lattari                                            | M    | 10 de janeiro de 1908                   | 117 anos e 69 dias                         |
| Jamaica              | Amy Johnson (vivendo no Reino Unido)                      | F    | 18 de outubro de 1907                   | 117 anos e 153 dias                        |
| Jamaica              | Eunis Pryce                                               | F    | 20 de abril de 1909                     | 115 anos e 334 dias                        |
| Japão                | Kane Tanaka                                               | F    | 2 de janeiro de 1903                    | 124 anos e 228 dias                        |
| Japão                | Masazou Nonaka                                            | M    | 25 de julho de 1905                     | 119 anos e 238 dias                        |
| Letônia              | Vera Liepa (vivendo na Austrália)                         | F    | 24 de agosto de 1909                    | 115 anos e 208 dias                        |
| Líbano               | Adma Tura (vivendo na França)                             | F    | 25 de dezembro de 1906                  | 118 anos e 85 dias                         |
| Liechtenstein        | Eduard Alexandrowitsch von Falz-Fein (nascido na Ucrânia) | M    | 14 de setembro de 1912                  | 112 anos e 187 dias                        |
| Lituânia             | Mary Jorden (vivendo nos Estados Unidos)                  | F    | 1 de janeiro de 1906                    | 119 anos e 78 dias                         |
| Luxemburgo           | Germaine Litwinski-Kauffman                               | F    | 4 de março de 1908                      | 117 anos e 16 dias                         |
| México               | Catalina Reyes (vivendo nos Estados Unidos)               | F    | 30 de abril de 1907                     | 117 anos e 324 dias                        |
| México               | Filiberto Puc                                             | M    | 22 de agosto de 1907                    | 117 anos e 210 dias                        |
| Nova Zelândia        | Madeline Anderson                                         | F    | 4 de maio de 1907                       | 117 anos e 320 dias                        |
| Nova Zelândia        | Ronald Hermanns Vivo                                      | M    | 25 de dezembro de 1911                  | 113 anos e 85 dias                         |
| Noruega              | Marie Antonette Andersen                                  | F    | 29 de setembro de 1909                  | 115 anos e 172 dias                        |
| Noruega              | George Melford Nygaard                                    | M    | 12 de janeiro de 1910                   | 115 anos e 67 dias                         |
| Países Baixos        | Geertje Kuijntjes                                         | F    | 19 de julho de 1905                     | 119 anos e 244 dias                        |
| Países Baixos        | Jacques Clemens (vivendo na Bélgica)                      | M    | 11 de julho de 1909                     | 115 anos e 252 dias                        |
| Países Baixos        | Eelke Bakker Vivo                                         | M    | 28 de julho de 1910                     | 114 anos e 235 dias                        |
| Panamá               | Clara Cedeño Tello                                        | F    | 12 de agosto de 1906                    | 118 anos e 220 dias                        |
| Peru                 | Laura Oblitas (vivendo nos Estados Unidos)                | F    | 24 de agosto de 1907                    | 117 anos e 208 dias                        |
| Polónia              | Gustav Gerneth (vivendo na Alemanha)                      | M    | 15 de outubro de 1905                   | 119 anos e 156 dias                        |
| Polónia              | Tekla Juniewicz                                           | F    | 10 de junho de 1906                     | 118 anos e 283 dias                        |
| Polónia              | Józef Żurek                                               | M    | 31 de agosto de 1909                    | 115 anos e 201 dias                        |
| Chéquia              | Květoslava Hranošová                                      | F    | 26 de janeiro de 1910                   | 115 anos e 53 dias                         |
| Chéquia              | Jiří Vysoudil                                             | M    | 8 de agosto de 1912                     | 112 anos e 224 dias                        |
| Reino Unido          | Bessie Camm                                               | F    | 20 de junho de 1904                     | 120 anos e 273 dias                        |
| Reino Unido          | Alf Smith                                                 | M    | 11 de setembro de 1909                  | 115 anos e 190 dias                        |
| Reino Unido          | Bob Weighton Vivo                                         | M    | 11 de setembro de 1909                  | 115 anos e 190 dias                        |
| Rússia               | Herbert Engle (vivendo nos Estados Unidos)                | M    | 18 de fevereiro de 1907                 | 118 anos e 30 dias                         |
| Rússia               | Karin Schwallbach (vivendo nos Estados Unidos)            | F    | 28 de fevereiro de 1907                 | 118 anos e 20 dias                         |
| Seicheles            | Nancy Marie                                               | F    | 26 de janeiro de 1909                   | 116 anos e 53 dias                         |
| Suécia               | Alice Östlund                                             | F    | 8 de dezembro de 1906                   | 118 anos e 102 dias                        |
| Suécia               | Carl Mattsson                                             | M    | 7 de março de 1908                      | 117 anos e 13 dias                         |
| Suíça                | Frieda Binz-Schoch                                        | F    | 10 de janeiro de 1908                   | 117 anos e 69 dias                         |
| Suíça                | Herbert Kreibich Vivo                                     | M    | 24 de março de 1910                     | 114 anos e 361 dias                        |
| Trinidad e Tobago    | Vivian Reese                                              | F    | 8 de dezembro de 1906                   | 118 anos e 102 dias                        |
| Ucrânia              | Tekla Juniewicz (vivendo na Polónia)                      | F    | 10 de junho de 1906                     | 118 anos e 283 dias                        |

#### Territórios dependentes
| País           | Território               | Nome                                    | Sexo | Data de nascimento      | Idade em quinta-feira, 20 de março de 2025 |
| -------------- | ------------------------ | --------------------------------------- | ---- | ----------------------- | ------------------------------------------ |
| Dinamarca      | Gronelândia              | Anton Geisler                           | M    | 21 de fevereiro de 1919 | 106 anos e 27 dias                         |
| Dinamarca      | Ilhas Feroé              | Laura Højgaard                          | F    | 2 de julho de 1912      | 112 anos e 261 dias                        |
| Espanha        | Galiza                   | Avelina Mouzo                           | F    | 24 de dezembro de 1904  | 120 anos e 86 dias                         |
| Espanha        | Galiza                   | Francisco Lestegás Eiras                | M    | 30 de novembro de 1910  | 114 anos e 110 dias                        |
| Espanha        | Ilhas Baleares           | Eulalia Costa                           | F    | 20 de maio de 1908      | 116 anos e 304 dias                        |
| Espanha        | Ilhas Baleares           | José Bauzá Gerabert                     | M    | 12 de dezembro de 1911  | 113 anos e 98 dias                         |
| Espanha        | Ilhas Canárias           | Candelaria Torres Vera                  | F    | 1 de outubro de 1911    | 113 anos e 170 dias                        |
| Estados Unidos | Ilhas Virgens Americanas | Rupertine Gardier                       | F    | 23 de março de 1910     | 114 anos e 362 dias                        |
| França         | Guadalupe                | Marthe Roch                             | F    | 19 de agosto de 1907    | 117 anos e 213 dias                        |
| França         | Guadalupe                | Abel Pétro                              | M    | 8 de setembro de 1910   | 114 anos e 193 dias                        |
| França         | Martinica                | Julie Montabord                         | F    | 17 de abril de 1906     | 118 anos e 337 dias                        |
| França         | Martinica                | Hyppolyte Cadou                         | M    | 16 de agosto de 1909    | 115 anos e 216 dias                        |
| França         | Reunião                  | Marcelle-Antoinette Grondin             | F    | 9 de maio de 1908       | 116 anos e 315 dias                        |
| França         | Reunião                  | Jean Amano                              | M    | 15 de outubro de 1908   | 116 anos e 156 dias                        |
| Reino Unido    | Anguila                  | Flossie Gumbs                           | F    | 14 de novembro de 1914  | 110 anos e 126 dias                        |
| Reino Unido    | Guernsey                 | Ruth Berry                              | F    | 19 de novembro de 1909  | 115 anos e 121 dias                        |
| Reino Unido    | Ilha de Man              | Elvira Clarke                           | F    | 18 de setembro de 1911  | 113 anos e 183 dias                        |
| Reino Unido    | Ilhas Malvinas           | Eileen Pickford (vivendo na Inglaterra) | F    | 20 de agosto de 1910    | 114 anos e 212 dias                        |
| Reino Unido    | Irlanda do Norte         | Henrietta Irwin (vivendo no Canadá)     | F    | 27 de maio de 1906      | 118 anos e 297 dias                        |
| Reino Unido    | Irlanda do Norte         | Ellie Lawther                           | F    | 6 de março 1909         | 116 anos e 14 dias                         |
| Reino Unido    | Jersey                   | Joyce Bevir (vivendo na Inglaterra)     | F    | 19 de agosto de 1909    | 115 anos e 213 dias                        |
| Reino Unido    | Jersey                   | Beryl Le Gros                           | F    | 30 de agosto de 1910    | 114 anos e 202 dias                        |